# Манучарова, Нина Давидовна
Ни́на Дави́довна Мануча́рова (8 сентября 1900 года, Смоленск — 1988, Киев) — архитектор, кандидат наук (с 1951), директор Института художественной промышленности Академии архитектуры УССР (вплоть до ухода не пенсию).

## Биография
Нина Манучарова родилась 8 сентября 1900 года в городе Смоленске. В 1917 году окончила женскую гимназию в Киеве. В 1930 успешно окончила Киевский художественный институт. По работе была направлена в Харьков, а через четыре года, 1934 году, переехала в Киев.
С 1933 по 1935 год работала старшим архитектором в инженерно-строительном отдела ГПУ УССР. С 1938 по 1939 год работала архитектором в «ТРАНСПРОЕКТ» в Киеве. Работала директором Института художественной промышленности Академии архитектуры УССР.
Нина Давидовна Манучарова умерла 2 марта 1988 года в городе Киеве.

## Семья
- Муж — Егор Александрович (1891—1966) — организаторо «Утильсырья» (ныне «Вторчермет»), на пенсию ушел, когда был главой данной организации[2].
- Дети:

- Ксения Георгиевна (В замужестве — Беляева) — врач-гинеколог;
- Александра Георгиевна (в замужестве — Якутович) — художник.

## Адрес
- Киев, Рыльский переулок, 5, кв. 30.

## Реализованные проекты
- Здание отдыха в Помирках (1932)
- Реконструкция дачи председателя Главного политуправления (1934)
- Комбинат дома отдыха Главного политуправления УССР «Украина» в Хосте (1933—1934)
- Комбинат дома отдыха в Валках (1934—1935)
- Аэровокзал на станции Белореченская (1930—1931)
- Проект дачи П. П. Постышева в Межигорье
- Стадион « Динамо» в Киеве (1931, в соаторстве)
- Завод ФЭД в Харькове (1934)
- Здание завода оружия НКВД в Харькове

## Публикации
- Художня промисловість України. — К., 1949.
- Декоративно-прикладне мистецтво Української РСР. — К., 1952.
- Художня промисловість УРСР. Серія «Українське народне декоративне мистецтво». Вип. 5. — К., 1953.
- Українське народне декоративне мистецтво: Декоративні тканини. — К., 1956.
- Українські народні вишивки. — К., 1959.
- Українське народне декоративне мистецтво: Різьба та розпис. — К., 1962.
- Художнє вирішення інтер'єру школи. — К., 1967.
- Цвет стен в квартире. — К., 1969.[4]
- Меблировка и эстетическое оформление гостини: Учебное пособие. — К., 1973.
- Интерьер жилища. — К., 1975.[5]
- Гостиничное оборудование и материалы : учебное пособие для техникумов. — Киев : Вища школа, 1976.[6]
- Интерьер жилища. — К. Будівельник, 1986. — 136 с. — ISBN 5-1626680 (ошибоч.) : 0.00.[7]